# One Love (The Prodigy)
One Love is de zevende single die de Britse band The Prodigy heeft uitgebracht in October 1993. Het was de eerste single van het nieuwe album Music for the Jilted Generation. Deze single leverde in Nederland geen hitnotering op.
Liam Howlett bracht "One Love" en " One Love(Jonny L remix)" in eerste instantie als zogenaamde 12" White Labels uit, getiteld "Earthbound 1" en "Earthbound 2", dit in reactie op de kritiek die de band kreeg dat ze te commercieel zouden zijn. Dj's van de undergroundscene prezen deze uitgaves als een van de beste White Labels van het jaar, echter toen bekend werd dat Liam deze had geprodoceerd, boorde diezelfde Dj's de platen weer de grond in. Maar met deze actie had Liam bewezen dat de band in staat was vernieuwende muziek te maken die binnen de Underground geprezen wordt.
Het succes van het nummer wordt door velen ook verklaard door de B-kant "Rhythm of Life". Fans vinden dit nummer het beste wat de band ooit heeft uitgebracht.
Het nummer is tevens de eerste single sinds What Evil Lurks die niet in Amerika is uitgekomen.
De clip is gemaakt door Hyperbolic Systems, het zijn door de computer gemaakte figuren die samen met de band dansen.

## Tracks

#### 12" vinyl
1. One Love (Original Mix) (5:50)
2. Rhythm of Life (Original Mix) (5:05)
3. Full Throttle (Original Mix) (5:28)
4. One Love (Jonny L Remix) (5:10)

Tracks 1,2,3 geschreven door Liam Howlett, track 4 geremixt door Jonny L

#### cd-single
1. One Love (Edit) (3:53)
2. Rhythm of Life (Original Mix) (5:05)
3. Full Throttle (Original Mix) (5:28)
4. One Love (Jonny L Remix) (5:10)